# IJzermedaille

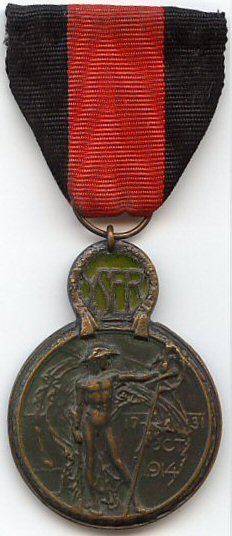

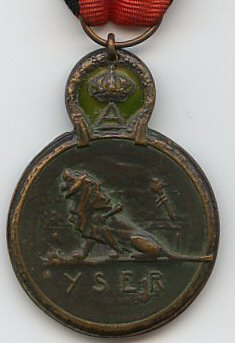

De IJzermedaille (Frans: Médaille de l'Yser) was een Belgische campagnemedaille van de Eerste Wereldoorlog. Deze werd ingesteld op 18 oktober 1918 om voorname dienst aan te duiden tijdens de Slag om de IJzer in 1914 waarin het Belgische leger erin slaagde om de Duitse opmars in België een halt toe te roepen.
voorzijdeHierop staat een naakte man met een lans die het tegenhouden van de Duitse opmars moet symboliseren. Rechts van deze staat “17-31 / OCT. / 1914”. Deze data verwijst naar de periode waarin de drager van de medaille in het leger moest zitten om voor de medaille in aanmerking te kunnen komen.
achterzijdeAan de achterkant van de medaille staat een gewonde leeuw. Onder der leeuw staat “YSER”.